# 민주공화당 (대한민국)

대한민국의 시계열적 정당 지도

민주공화당(民主共和黨)은 대한민국의 보수주의, 협동조합주의 정당으로, 1963년 2월 26일 5·16 군사 정변을 주도한 군부 세력이 자유당, 민주당 등 기성 정당 출신 세력, 정구영 등 학계와 시민사회단체의 일부를 흡수하여 창당하였다.
초대 총재에는 정구영, 당 의장에는 김정렬이 선출되었다. 1963년 대한민국 대통령 선거에 박정희 후보가 대통령에 당선된 후 1980년 10월 27일에 해산될 때까지 17년 동안 대한민국의 집권 여당이었으나, 신군부에 의해 해체되었다. 이후 대한민국의 집권 보수정당 계보는 민주정의당으로 이어진다. 2015년 7월 이전까지는 대한민국의 최장수 정당이었으며, 현재는 최장수 기록을 한나라당에 넘겨 주었다.
중앙 당사는 서울특별시 용산구 후암동에 있었으며, 연수원은 성동구 자양동(현 광진구 자양동)에 있었다. 당의 해산 후에는 민주정의당이 후암동 당사 건물을 서울특별시에 넘겨서 용산도서관이 들어섰으며, 연수원은 성동구청 청사로 이용하다가 1995년에 성동구에서 광진구가 분구된 후에는 광진구청이 2025년에 구의역 앞의 옛 서울동부지방법원 자리로 이전할 때까지 청사로 이용했다.

## 개요

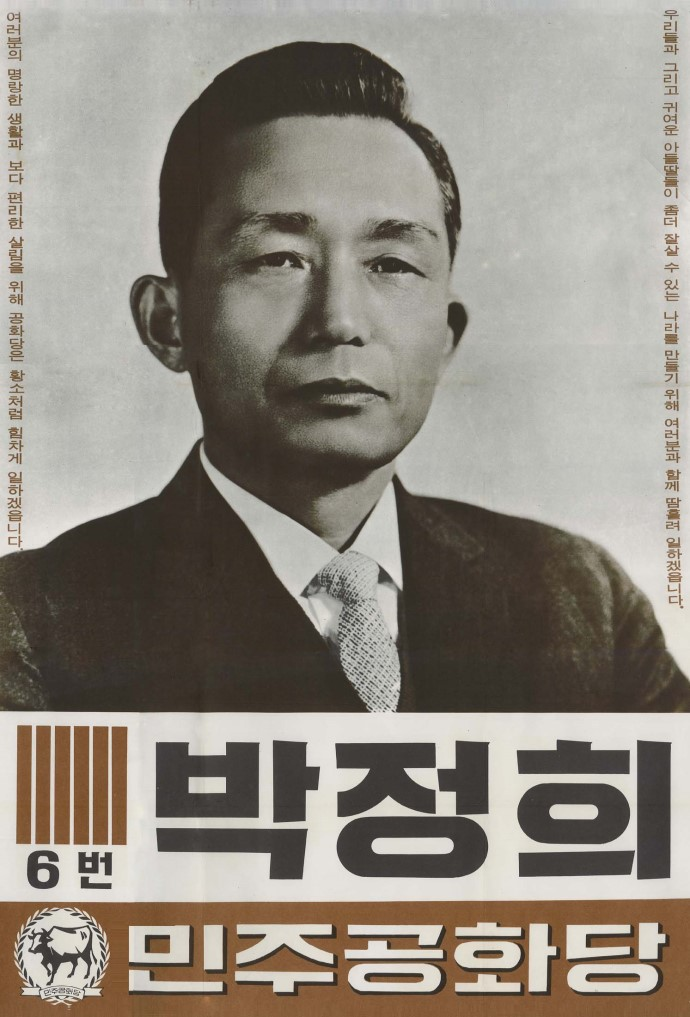
1963년 대선 벽보의 박정희

1963년 1월 김종필은 민주공화당의 사전 조직인 재건당을 창당 조직하였다. 이후 변호사 정구영 등의 학자와, 윤치영, 임영신 등 정치인들을 포섭하여 2월 26일 공화당을 창당 조직하였다.
민주공화당 창당 준비 작업 당시, 야권을 중심으로 군사 정부 세력이 창당하는 신당이 "사회노동당"이라는 이름의 좌익 신당이라는 소문이 흘러나오는 일도 있었는데, 군사 정부 측은 "여당의 이름이 사회노동당으로 내정되었다는 일부 보도는 전혀 근거 없는 것"이고 사회주의 정당의 조직을 법으로 막지 않겠다고 하는 것 뿐이라고 해명했다. 아울러 민정 이양 후 정치 체제로 보수 양당제가 성립되는 것을 희망한다고 밝혔는데, 이는 훗날 구 민주당 세력 등 보수 야권이 신민당으로 통합하며 현실화됐다.
초대 총재에는 정구영, 당 의장에는 김정렬이 선출되었으나, 8월 박정희가 철원비행장에서 예편하자 박정희를 총재 겸 대통령 후보로 추대하였다. 10월 27일의 5대 대선에서 박정희가 대통령에 당선되면서 여당으로 군림하였다. 이후로도 6대 대통령 선거와 7대 대통령 선거에 박정희를 대통령 후보로 내세워 당선시키며 제3공화국 기간의 여당으로 활약하였다. 72년 10월 유신 선포 이후에는 박정희에 의해 친위조직이자 제2여당격인 유신정우회가 조직되어 별도로 활동하기도 했다.
1979년 10월 26일 총재였던 대통령 박정희가 피살되자, 11월 26일 김종필을 임시 당수로 선출했다가 1980년 윤치영을 임시 당수로 선출했으나 정치활동금지법에 의해 1980년 10월 27일 해산되었다. 공화당은 당 재산을 민주정의당에 양도하기로 결정하였다. 구 민주공화당 인사 중 정치금지법에 묶이지 않거나 1981년에 풀린 일부는 1981년 1월 한국국민당을 창당하였다. 공화당계 정당은 1990년까지 존속했는데, 한국국민당은 이후 신민주공화당을 거쳐 1990년 3당 합당으로 민주자유당에 소멸되어 사라졌다. 뒤에 국민당과 신민주공화당계열 인사 중심으로 1995년에 창당된 자유민주연합과 그 후신 정당들도 공화당계열 정당의 연장선으로 간주되곤 한다.

## 4·8 항명
- 1969년 4월 7일 : 국회 본회의에서 신민당은 1. 문교행정의 실패 2. 사학 특감 및 68회 임시국회에서의 폭언을 이유로 권고병 문교부장관에 대한 해임권고건의안을 제출하였다.
- 1969년 4월 8일 : 재석 152명(공화당/100명, 신민당/41명, 정무회/11명) 찬성 89명, 반대 53명, 기권 3명으로 통과되었다.[9][10][11] 이에 당시 공화당 총재였던 박정희는 "1주일안에 이번 사건을 주동한 반당분자를 철저히 규명하여 그 숫자가 몇 십명이 되더라도 가차없이 처단하라."는 지시를 내린다.[12]
- 1969년 4월 15일 : 박총재의 지시사항에 따라 의원총회에서 양순직, 예춘호, 박종태, 정태성, 김달수의원을 제명하였다.[13]
- 1969년 7월 12일 : 당명불복한 중앙위원 11명, 지구당부위원장 4명을 포함한 93명을 제명하였다.[14]

4·8 항명이 발생된 근본적 이유는 개헌 논의에 대한 반대 의사로서 당 제명 조치 역시 그에 따른 숙당(肅黨) 조치였다.

## 이념 논쟁
10월 9일 신민당 대통령 후보 윤보선은 안동 유세를 다녀왔다. 윤보선은 이 날 8천 청중 앞에서 "민주공화당은 공산당의 돈을 가지고 공산당 간첩이 와서 공산당 식으로 조직한 공산주의 정당'이라고 단언했다. 그는 "북괴의 무역성 부상 황태성이가 20만 달러를 가지고 왔는데, 김종필씨가 조선호텔에 모셔다가 황태성이 안에 따라 서울에 밀봉교육처를 다섯 군데나 만들어놓고 공산당 식으로 점조직을 한 공화당이 어떻게 민주주의 정당이냐"하고 반문하면서, "공화당은 보수정당도 아니고 민주주의를 신봉하는 정당도 아니다."라고 주장했다. 윤보선의 안동 발언은 막바지에 이른 선거 정국을 바짝 긴장시켰다.

## 역대 지도부

### 역대 총재
| 대수 | 역대 대표 | 직함         | 임기                                | 비고                   |
| ---- | --------- | ------------ | ----------------------------------- | ---------------------- |
| 1    | 정구영    | 총재         | 1963년 2월 26일 ~ 1963년 8월 31일   |                        |
| 2    | 박정희    | 총재         | 1963년 8월 31일 ~ 1965년 12월 27일  |                        |
| 3    | 박정희    | 총재         | 1965년 12월 27일 ~ 1979년 10월 26일 | 피살                   |
| 임시 | 박준규    | 총재권한대행 | 1979년 10월 26일 ~ 1979년 11월 12일 |                        |
| 4    | 김종필    | 총재         | 1979년 11월 12일 ~ 1980년 7월 3일   | 부정축재자로 사퇴      |
| 임시 | 정래혁    | 총재권한대행 | 1980년 7월 3일 ~ 1980년 10월 27일   | 신군부에 의해 정당해산 |

### 역대 부총재
| 대수 | 역대 대표 | 직함   | 임기                               | 비고                   |
| ---- | --------- | ------ | ---------------------------------- | ---------------------- |
| 1    | 김종필    | 부총재 | 1971년 3월 18일 ~ 1973년 3월 8일   |                        |
| 2    | 장경순    | 부총재 | 1980년 3월 27일 ~ 1980년 10월 27일 | 신군부에 의해 정당해산 |

### 역대 당의장
| 대수 | 역대 대표 | 직함             | 임기                               | 비고                      |
| ---- | --------- | ---------------- | ---------------------------------- | ------------------------- |
| 1    | 김정렬    | 의장             | 1963년 2월 26일 ~ 1963년 4월 22일  | 총재가 의장 지명토록 사퇴 |
| 임시 | 윤치영    | 임시의장         | 1963년 5월 2일 ~ 1963년 5월 27일   | 총재가 지명               |
| 2    | 윤치영    | 의장             | 1963년 5월 27일 ~ 1963년 12월 2일  |                           |
| 3    | 김종필    | 의장             | 1963년 12월 2일 ~ 1964년 6월 5일   | 장경순 파동으로 사퇴      |
| 임시 | 정구영    | 의장서리         | 1964년 6월 8일 ~ 1964년 12월 28일  | 총재가 지명               |
| 4    | 정구영    | 의장             | 1964년 12월 28일 ~ 1965년 8월 26일 | 사퇴                      |
| 5    | 김종필    | 의장             | 1965년 12월 27일 ~ 1968년 5월 30일 | 국민복지회 사건으로 탈당  |
| 6    | 윤치영    | 의장서리         | 1968년 6월 5일 ~ 1970년 12월 26일  | 총재가 지명               |
| 임시 | 백남억    | 의장서리         | 1970년 12월 26일 ~ 1971년 3월 17일 | 총재가 지명               |
| 7    | 백남억    | 의장             | 1971년 3월 17일 ~ 1972년 7월 24일  | 병역비리로 사퇴           |
| 8    | 정일권    | 의장서리         | 1972년 7월 26일 ~ 1973년 3월 8일   | 총재가 지명               |
| 9    | 이효상    | 의장서리         | 1973년 3월 8일 ~ 1979년 2월 19일   | 총재가 지명               |
| 10   | 박준규    | 의장서리         | 1979년 2월 19일 ~ 1979년 11월 14일 | 사퇴                      |
| 임시 | 김종필    | 총재 겸 의장대행 | 1979년 11월 14일 ~ 1980년 3월 31일 | 총재직 겸임               |
| 11   | 전례용    | 의장서리         | 1980년 4월 3일 ~ 1980년 10월 27일  | 신군부에 의해 당 해산     |

## 주요 선거 결과

### 대통령 선거
|  | 46.64% |

|  | 51.44% |

|  | 53.19% |

|  | 99.92% |

|  | 99.85% |

- 5대~7대 대통령선거는 직접 선거로 이루어졌고, 8대~9대는 통일주체국민회의를 통한 간접 선거로 이루어졌다.

### 국회의원 선거
|  | 67.18% |

|  | 33.5% |

|  | 62.86% |

|  | 77.86% |

|  | 50.6% |

|  | 73.71% |

|  | 56.21% |

|  | 48.8% |

|  | 55.39% |

|  | 50% |

|  | 38.7% |

|  | 66.67% |

|  | 44.16% |

|  | 31.7% |

|  | 62.77% |

- 9대 ~ 10대 전국구 당선자 현황은 유신정우회다.

## 역대 전당대회
1963년 2월 26일 민주공화당 창당대회
- 강령과 기본정책 및 당헌 채택
- 총재에 정구영 민주공화당 준비위원회 부위원장 추대
- 당의장에 김정렬 전 국방장관 추대

1963년 5월 27일 민주공화당 제2차 전당대회
- 당헌 개정
- 대한민국 제5대 대통령 선거 후보로 박정희 국가재건최고회의 의장 추대
- 당의장 윤치영 의장서리 임명동의

1963년 8월 31일 민주공화당 제3차 임시 전당대회
- 박정희 의장 대한민국 제5대 대통령 선거 후보 수락
- 총재에 박정희 국가재건최고회의 의장 추대

1963년 12월 2일 민주공화당 중앙상임위원회
- 당의장에 김종필 창당준비위원장 임명동의

1964년 12월 28일 민주공화당 제4차 전당대회
- 당의장에 정구영 의장서리 임명동의

1965년 12월 27일 민주공화당 제5차 전당대회
- 총재에 박정희 대통령 추대
- 당의장에 김종필 전 의장 임명동의
- 정책방향 채택

1967년 2월 2일 민주공화당 제6차 전당대회
- 대한민국 제6대 대통령 선거 후보로 박정희 대통령 추대
- 대선공약 채택

1969년 8월 30일 민주공화당 제7차 임시 전당대회
- 삼선개헌 추진결의

1971년 3월 17일 민주공화당 제8차 전당대회
- 대한민국 제7대 대통령 선거 후보로 박정희 대통령 추대
- 선거공약 채택
- 당의장에 백남억 의장서리 임명동의

1979년 11월 12일 민주공화당 당무회의
- 총재에 김종필 전 총리 추대

1980년 10월 27일 신군부에 의해 정당해산

## 같이 보기
- 반공주의
- 한국국민당 (1981년)
- 신민주공화당
- 민주정의당
- 민주공화당 (1997년 대한민국)
- 유신정우회
- 정구영 (정치인)
- 박정희
- 김종필
- 윤치영
- 자유민주연합
- 성동구청
- 광진구청